# 岐阜地方裁判所
岐阜地方裁判所（ぎふちほうさいばんしょ）は、岐阜県岐阜市にある日本の地方裁判所の一つで、岐阜県を管轄している。略称は、岐阜地裁（ぎふちさい）。大垣、高山、多治見、御嵩に支部を置いている。
岐阜県を管轄しており、岐阜地方裁判所には岐阜市に置かれている本庁のほか、大垣市、高山市、多治見市、御嵩（可児郡御嵩町）の3市1町に地方裁判所と家庭裁判所の支部を設置しているほか、前述の5箇所にくわえ郡上市、中津川市の2箇所を加えた7箇所に簡易裁判所を設置している。また、岐阜、大垣、多治見の3つの検察審査会も設置されている。

## 所在地
- 本庁：岐阜県岐阜市美江寺町2丁目4-1　北緯35度25分30.3秒 東経136度45分34.6秒 / 北緯35.425083度 東経136.759611度
JR東海道線、高山線 岐阜駅より北へ徒歩約20分
JR岐阜駅バスターミナルまたは名鉄名古屋本線、各務原線 名鉄岐阜駅前バス停より、岐阜バスに乗車し、「市民会館・裁判所前」下車すぐ。または「市役所前」下車徒歩3分(バス乗車時間はいずれも約10分)。
- 大垣支部：岐阜県大垣市丸の内1-22　北緯35度21分43.7秒 東経136度36分51.4秒 / 北緯35.362139度 東経136.614278度
JR東海道線、樽見鉄道樽見線、養老鉄道養老線 大垣駅南西徒歩約10分。
- 高山支部：岐阜県高山市花岡町2丁目63-3　北緯36度8分41.2秒 東経137度15分4.2秒 / 北緯36.144778度 東経137.251167度
JR高山線 高山駅北徒歩約5分。
- 多治見支部：岐阜県多治見市小田町1丁目22-1　北緯35度20分18.8秒 東経137度7分43.6秒 / 北緯35.338556度 東経137.128778度
JR中央線、太多線 多治見駅より徒歩約15分
- 御嵩支部：岐阜県可児郡御嵩町御嵩1177　北緯35度25分53.3秒 東経137度7分54.6秒 / 北緯35.431472度 東経137.131833度
名古屋鉄道広見線 御嵩駅から北東へ徒歩約10分。

## 管轄区域
本庁
- 岐阜市、関市、美濃市、羽島市、各務原市、山県市、瑞穂市、本巣市、下呂市(金山振興事務所の所管区域)、羽島郡岐南町、笠松町、本巣郡北方町、郡上市

多治見支部
- 多治見市、瑞浪市、土岐市、中津川市、恵那市

御嵩支部
- 美濃加茂市、可児市、加茂郡坂祝町、富加町、川辺町、七宗町、八百津町、白川町、東白川村、可児郡御嵩町

大垣支部
- 大垣市、海津市、養老郡養老町、不破郡垂井町、関ケ原町、安八郡神戸町、輪之内町、安八町、揖斐郡揖斐川町、大野町、池田町

高山支部
- 高山市、飛騨市、下呂市(金山振興事務所の所管区域を除く)、大野郡白川村

※ただし、行政事件、各支部の合議事件、大垣支部の執行事件（不動産競売、債権、財産開示）は本庁で取り扱う。

## 歴代所長
（任期の後ろは後職）
- 山本和敏（1991年 - 1992年 司法研修所教官）
- 仙波厚（2000年 - 2001年 東京高等裁判所部総括判事）
- 羽渕清司（2003年9月 - 2005年3月 退官）
- 三宅俊一郎（2005年3月 - 2006年2月 退官）
- 片山俊雄（2006年2月 - 2007年7月 名古屋高等裁判所部総括判事）
- 中村直文（2007年7月 - 2009年12月 名古屋高等裁判所部総括判事）
- 富田善範（2009年12月 - 2011年12月 神戸地方裁判所所長）
- 安藤裕子（2011年12月 - 2013年6月30日 千葉家庭裁判所所長）
- 伊藤納（2013年7月1日 - 2015年12月17日 名古屋地方裁判所長）
- 大須賀滋（2015年12月 - 2017年9月 横浜家庭裁判所長）
- 田村眞（2017年9月 - 2019年3月 退官）
- 永野圧彦（2019年3月 - 2021年9月 名古屋高等裁判所部総括判事）
- 始関正光（2021年9月 - 2022年10月 定年退官[1])
- 鈴木正弘（2022年10月 - [2]）